# جهاز مكافحة الإرهاب (كردستان العراق)
جهاز مكافحة الإرهاب (بالكردية: دەزگای دژەتیرۆر‏) اختصارًا: "CTG" هي دائرة حكومية تابعة لحكومة إقليم كردستان العراق في شمال جمهورية العراق، ومقرها السليمانية. أنشأها جهاز استخبارات حزب الاتحاد الوطني الكردستاني (المسماة Lexoman Parastin) في عام 2002 بدعم من الولايات المتحدة ووكالة المخابرات المركزية بعد تزايد النفوذ والتهديد من قبل حزب أنصار الإسلام في المناطق التي كانت خاضعة لسيطرة إمارة بيارة الإسلامية. وتتمثل الوظيفة الأساسية للدائرة في التحقيق في الجرائم المتعلقة بالأمن الداخلي والخارجي لإقليم كردستان العراق، وتتمتع رسميا بسلطة اعتقال الولاية القضائية لعدد من الجرائم في المنطقة بما في ذلك الإرهاب.